# 圣塞奥勒
圣塞奥勒是法国谢尔省的一个市镇，位于该省中部偏东北，属于布尔日区。该市镇总面积3.34平方公里，2009年时的人口为14人。

## 人口
圣塞奥勒（Saint-Céols）人口变化图示